# Siennica Różana (wieś w województwie lubelskim)
Siennica Różana – wieś w Polsce położona w województwie lubelskim, w powiecie krasnostawskim, w gminie Siennica Różana. Obok miejscowości przepływa niewielka rzeka Siennica, dopływ Wieprza.
Miejscowość była przejściowo siedzibą gminy Rudka. W latach 1975–1998 miejscowość administracyjnie należała do województwa chełmskiego.
Miejscowość jest siedzibą gminy Siennica Różana. Według Narodowego Spisu Powszechnego (2011-03) wieś liczyła 961 mieszkańców.
W styczniu 2023 w miejscowości została otwarta galeria sztuki nowoczesnej „Dwór Sztuki”. Po otwarciu eksponowane tu były prace Janusza Jutrzenki Trzebiatowskiego. Placówka ma zamiar – oprócz ekspozycji dzieł – zapewnić artystom także warunki do ich tworzenia.
Wieś jest siedzibą rzymskokatolickiej parafii Wniebowzięcia Najświętszej Maryi Panny.

Siennica Różana
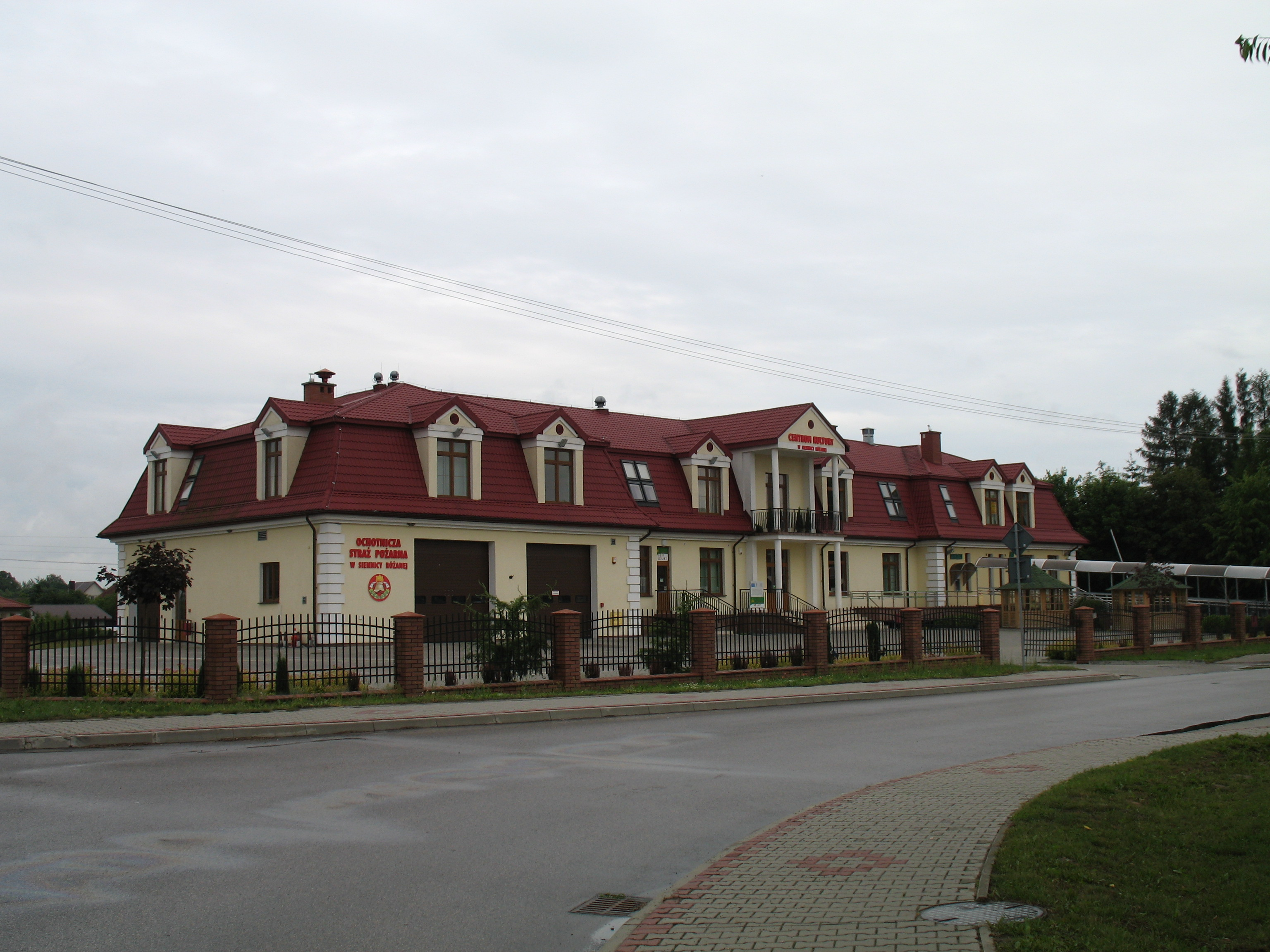
Ochotnicza Straż Pożarna
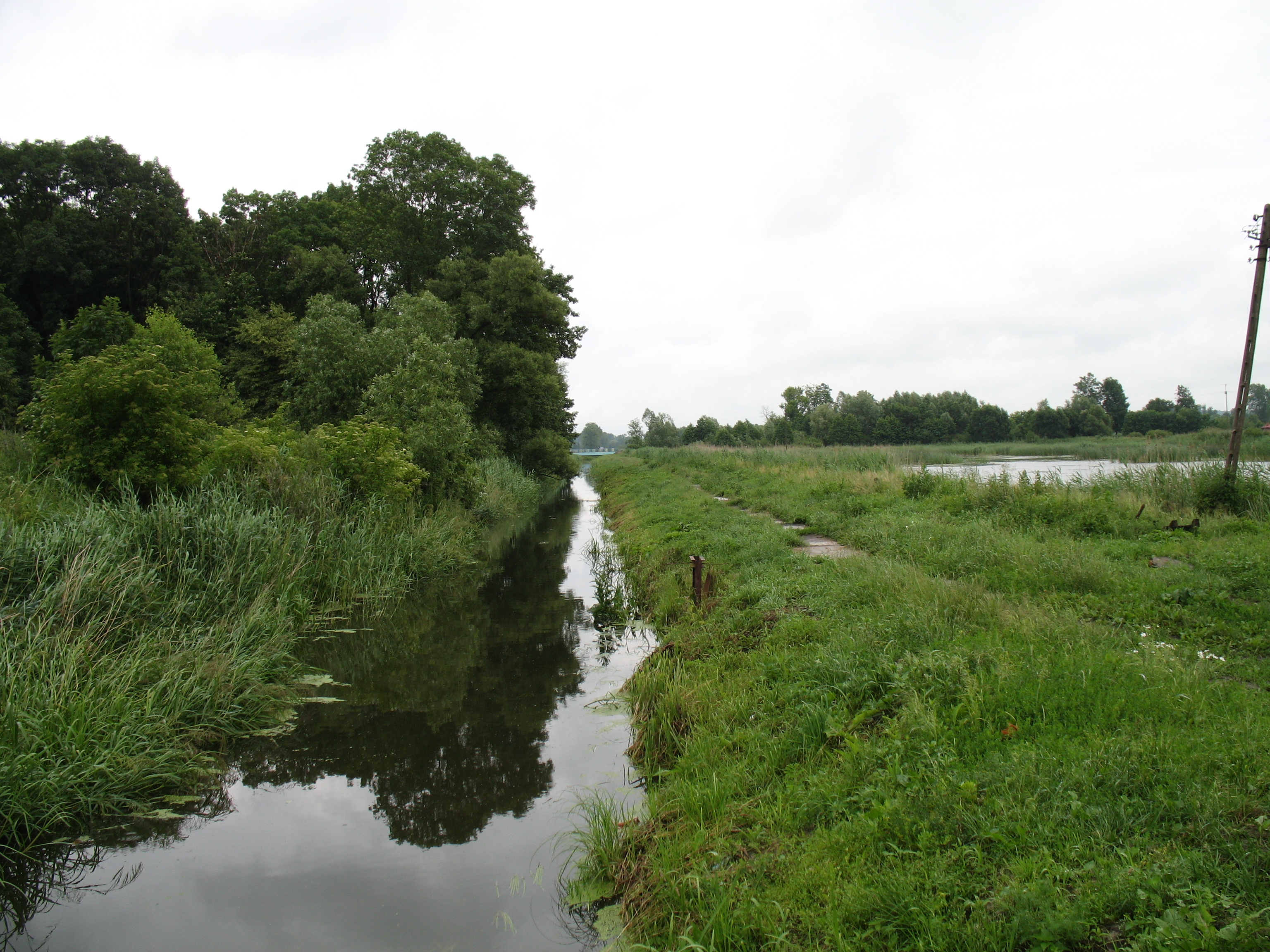
Rzeka Siennica
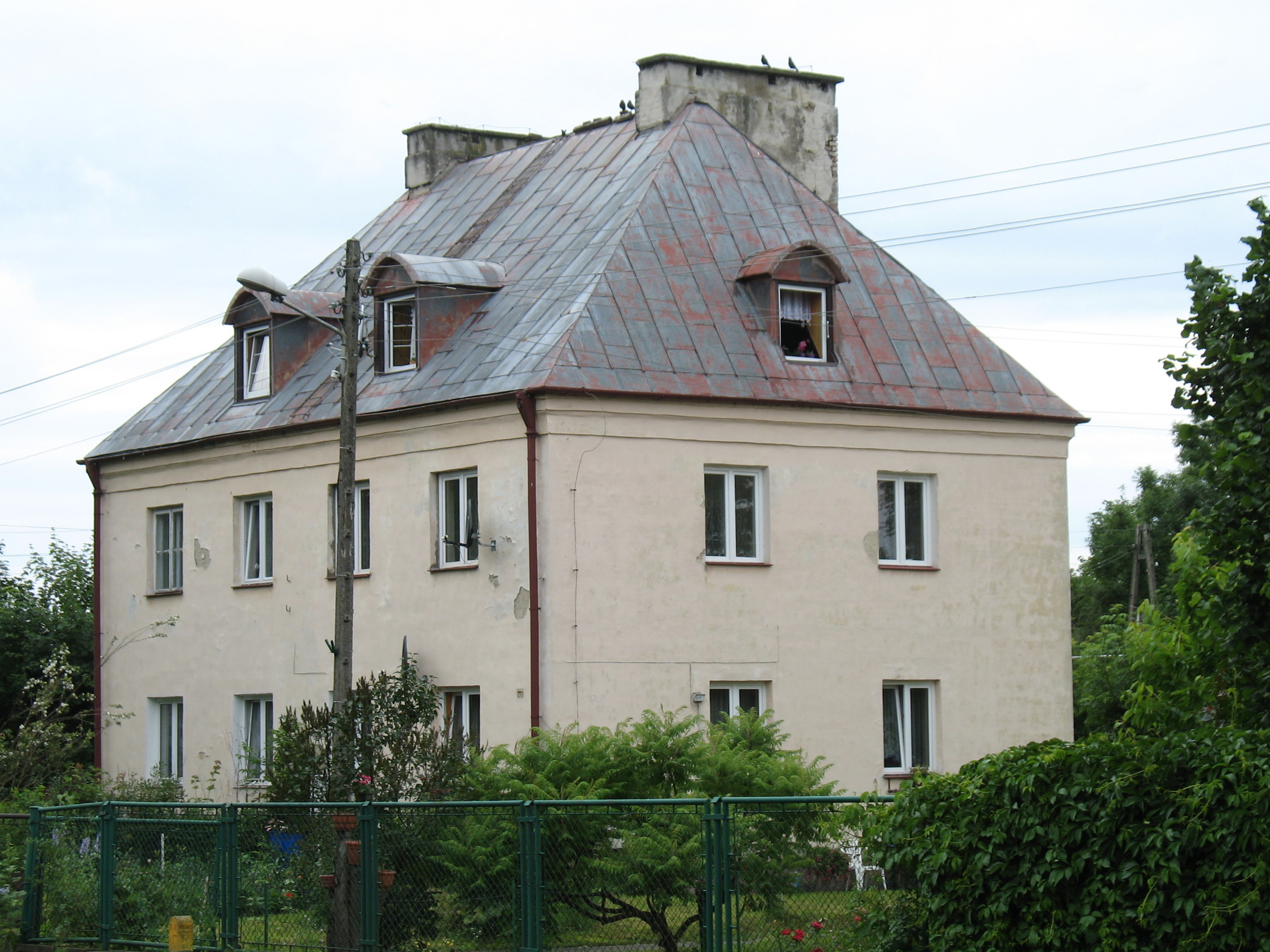
Dom pracowników dawnego POM

## Zabytki
Zabytkami we wsi są:
- rzymskokatolicki kościół Wniebowzięcia Najświętszej Maryi Panny
- dzwonnica przy kościele, wzniesiona w 1882 r.
- dworek z parkiem krajobrazowym – ufundowane przez hrabiego Aurelego Poletyłę, bratanka Jana, w II połowie XIX w.; później dwór był własnością Lubomirskich, a następnie, w latach 1928–1931, należał do Jerzego Koszarskiego